# Shy (manga)
Pour les articles homonymes, voir Shy.
SHY (シャイ) est un shōnen manga écrit et dessiné par Miki Bukimi. Il est prépublié depuis le 1er août 2019 dans le Weekly Shōnen Champion, puis publié en volumes reliés par l'éditeur japonais Akita Shoten. La version française est éditée par Kana depuis janvier 2021.
Une adaptation en anime produite par 8-Bit est diffusée d'octobre à décembre 2023. Une saison 2 est diffusée de juillet à septembre 2024.

## Synopsis
Depuis le milieu du XXIe siècle, toute forme de guerre a disparu de la surface de la Terre après l'apparition d'un super-héros dans chaque pays du monde.
Leur objectif ? Maintenir la paix, la justice et l'ordre.
Au Japon, Teru Momijiyama a été choisie pour devenir l'héroïne de son pays mais… c'est une grande timide.
Elle n'est pas très populaire mais elle se dévoue pour aider les autres et utiliser au mieux ses capacités pour éliminer la grande menace qui pèse sur la planète.

## Personnages
Teru Momijiyama (紅葉山テル, Momijiyama Teru) / SHY (シャイ, Shai)
Voix japonaise : Shino Shimoji (ja)
 Japon
C'est une jeune fille de 14 ans. Elle est étudiante mais également l'héroïne qui représente le Japon. Son surnom est « SHY ». Elle est très timide ! Malgré cela, elle travaille sans relâche pour représenter son pays. En tant qu'héroïne Shy, elle porte une combinaison blanche avec une visière blanche, une capuche et un masque à gaz. Elle a la capacité de transformer en flammes ses bracelets de conversion du cœur.
Pepesha Andreanof (ペペシャ・アンドレアノワ, Pepesha Andoreanowa) / Spirits (スピリッツ, Supirittsu)
Voix japonaise : Mamiko Noto
 Russie
Pepesha est l'amie et le mentor de SHY. Elle est très proche de SHY, au point d'être parfois trop protectrice envers elle. Bien qu'elle soit une alcoolique qui aime boire de la vodka russe, une habitude qu'elle a prise de sa mère, elle est toujours considérée par les autres comme une personne très fiable. Dans le rôle de l'héroïne « Spirits », elle porte un body noir sous une chemise bleue à col roulé, et a une ceinture à la taille. Ses bracelets de conversion lui permettent de manipuler les gaz et de transformer son propre corps en fumée. Elle a la capacité de voler.
Pilse Dunant (ピルツ・デュナン, Pirutsu Dyunan) / Lady Black (レディ・ブラック, Redi Burakku)
Voix japonaise : Sayumi Suzushiro
 Suisse
Il s'agit d'une jeune étudiante en soins infirmiers. Elle est l'héroïne représentant la Suisse. Sa spécialité est sa faculté de soins.
Pilse a le pouvoir de guérir les autres. Pour cette raison, elle est étudiante en soins infirmiers. Elle utilise des jambes artificielles car elle a perdu les siennes dans un accident. Bien qu'elle ait tendance à avoir un mauvais caractère, elle se soucie de ceux qu'elle aide. En tant qu'héroïne « Lady Black », elle porte une robe noire avec un haut blanc, des lunettes noires et un sac à main rouge. Elle peut produire un long bandage noir à partir de ses bracelets de conversion.
David Wonder Jones (ディヴィー・ワンダー・ジョン, Divī Wandā Jon) / Stardust (スターダスト, Sutādasuto)
Voix japonaise : Shin'ichirō Miki
 Royaume-Uni
En plus d'être une rockstar et un philanthrope, David est le fondateur de « Black Cross », une organisation d'aide internationale. Même s'il donne l'impression d'être charitable, il est considéré par ses pairs héros comme une personne sans cœur et apathique, connue pour utiliser des moyens drastiques et non éthiques dans le cadre de ses missions. En tant que héros « Stardust », il porte une combinaison noire avec une étoile au milieu, des cheveux blonds gominés et une paire de lunettes à monture rouge. Grâce à ses bracelets de conversion, il a la capacité de contrôler le flux de tout ce qui l'entoure, ce qu'il peut utiliser pour rediriger les attaques entrantes. Il est exceptionnellement doué pour le combat à mains nues.
Adam Rockwell (アダム・ロックウェル, Adamu Rokkuweru) / Century (スターセンチュリー, Senchurī)
 Etats-Unis
Adam est un héros ainsi qu'un colonel. Il est sérieux et à un grand sens de la fierté en tant que héros. Il est musclé, fait toujours de l'exercice et semble être sensible à sa santé. C'est le héros « Century », il porte un body blanc et rouge avec des cornes sur son masque. Il a la capacité de voler.

## Manga
Le premier chapitre de SHY est publié le 1er août 2019 dans le Weekly Shōnen Champion. Depuis, la série est éditée sous forme de volumes reliés par Akita Shoten et compte 30 tomes depuis le 7 août 2025. La version française est publiée par Kana à partir du 22 janvier 2021.

### Liste des volumes

#### Volumes 1 à 10
| no | Japonais         | Japonais          | Français         | Français          |
| no | Date de sortie   | ISBN              | Date de sortie   | ISBN              |
| --- | ---------------- | ----------------- | ---------------- | ----------------- |
| 1 | 6 décembre 2019  | 978-4-25-321936-5 | 22 janvier 2021  | 978-2-50-508984-1 |
| Liste des chapitres : - Chapitre 1 : Je suis SHY (シャイなので, Shai nano de) - Chapitre 2 : Le devoir des héros (ヒーローの使命, Hīrō no Shimei) - Chapitre 3 : Malédiction (呪い, Noroi) - Chapitre 4 : De tout mon cœur (ありったけの心で, Arittake no Kokoro de) - Chapitre 5 : Je te respecte (尊敬します, Sonkei shimasu) - Chapitre 6 : Réunion autour de la table (食卓会談, Shokutaku Kaidan) |                  |                   |                  |                   |
| 2 | 7 février 2020   | 978-4-25-321937-2 | 22 janvier 2021  | 978-2-50-508985-8 |
| Liste des chapitres : - Chapitre 7 : Courage (ガンバって, Ganbatte) - Chapitre 8 : Sans-cœur (心ないひと, Kokoro nai Hito) - Chapitre 9 : Je deviendrai forte (強くなる, Tsuyoku naru) - Chapitre 10 : Je déteste ça (嫌いよ, Kirai yo) - Chapitre 11 : Allume la flamme (灯をともせ！, Hi wo Tomose!) - Chapitre 12 : Révolution au centre commercial (デパートでかくめい中, Depāto de Kakumei-chū) - Chapitre 13 : Dans le grand froid (極寒の中で, Gokkan no Naka de) - Chapitre 14 : Brise-glace (砕氷, Saihyō) - Chapitre 15 : Gelée blanche (氷白, Hyōhaku) |                  |                   |                  |                   |
| 3 | 8 mai 2020       | 978-4-25-321948-8 | 19 mars 2021     | 978-2-50-508986-5 |
| Liste des chapitres : - Chapitre 16 : Unchain (アンチェイン, Anchein) - Chapitre 17 : Jeunesse (幼さ, Osanasa) - Chapitre 18 : Il fait froid en Russie ? (ロシアはさむいですか？, Roshia wa Samui desu ka?) - Chapitre 19 : Ne me traitez pas d'alcoolique (アルコホリックと呼ばないで, Arukohorikku to Yobanaide) - Chapitre 20 : Surprise (さぷらいず, Sapuraizu) - Chapitre 21 : Je rigole (なんつって, Nantsutte) - Chapitre 22 : Bataille chaotique (混戦, Konsen) - Chapitre 23 : Au fond de ton cœur (本心, Honshin) - Chapitre 24 : Un cœur gelé (凍えた心, Kogoeta Kokoro) |                  |                   |                  |                   |
| 4 | 8 juillet 2020   | 978-4-25-321950-1 | 21 mai 2021      | 978-2-50-508987-2 |
| Liste des chapitres : - Chapitre 25 : La glace désolante et une minuscule flamme (淋しい氷と小さな火, Samishī Kōri to Chīsana Hi) - Chapitre 26 : Je n'ai pas froid (寒くないよ, Samukunai yo) - Chapitre 27 : A toi, maman (マーマへ, Māma e) - Chapitre 28 : Ce qu'on dit ce qui reste (伝わること、遺るもの, Tsutawaru koto, nokoru mono) - Chapitre 29 : La force qui permet d'avancer (次への力, Tsugi e no Chikara) - Chapitre 30 : Vilaine toux, mais à deux (せきをすればふたり, Seki wo sureba Futari) - Chapitre 31 : Hero interview (ひーろーいんたびゅー, Hīrō Intabyū) - Chapitre 32 : Vent d'ouest (西よりの風, Nishiyori no Kaze) |                  |                   |                  |                   |
| 5 | 8 septembre 2020 | 978-4-08-882575-5 | 2 juillet 2021   | 978-4-25-321955-6 |
| Liste des chapitres : - Chapitre 33 : Secret (ひみつ, Himitsu) - Chapitre 34 : La lame du cœur (心の刃, Kokoro no Yaiba) - Chapitre 35 : Le jour décline (日が沈む, Higashizumu) - Chapitre 36 : La nuit, le revers des rêves (夜、夢の裏, Yoru, Yume no Ura) - Chapitre 37 : L'eau, le shinobi et moi (わたしと、忍と、みずと, Watashi to, Shinobu to, Mizu to) - Chapitre 38 : Cloud in the dark (クラウド・イン・ザ・ダーク, Kuraudo in za Dāku) - Chapitre 39 : Le rôle d'un leader (リーダーの仕事, Rīdā no Shigoto) - Chapitre 40 : Ce qui a été confié (託されたもの, Taku sareta mono) - Chapitre 41 : Inflitration (突入, Totsunyū) |                  |                   |                  |                   |
| 6 | 8 décembre 2020  | 978-4-25-321958-7 | 12 novembre 2021 | 978-2-50-508990-2 |
| Liste des chapitres : - Chapitre 42 : Un adorable petit lézard (かわいいトカゲさん, Kawaī Tokage-san) - Chapitre 43 : Etre un homme (オトコ, Otoko) - Chapitre 44 : Et un peu plus loin ? (一寸先は何?, Itsusunsaki wa Nani?) - Chapitre 45 : Ladies and machin chouette (レディースアンドなんとかさん, Redīsuando Nantoka-san) - Chapitre 46 : La réponse (答え, Kotae) - Chapitre 47 : Rigolade (笑える, Waraeru) - Chapitre 48 : Y a-t-il de la lumière ? (光はありや?, Hikari wa Ari ya?) - Chapitre 49 : Tout est éphémère (諸行無常, Shogyōmujō) - Chapitre 50 : Tout est souffrance (一切皆苦, Issaikaiku) |                  |                   |                  |                   |
| 7 | 8 février 2021   | 978-4-25-321970-9 | 7 janvier 2022   | 978-2-50-511268-6 |
| Liste des chapitres : - Chapitre 51 : Par amour (愛ゆえに, Ai Yueni) - Chapitre 52 : Causalité (因果, Inga) - Chapitre 53 : Ne me déçois pas (がっかりさせんで, Gakkari sa Sende) - Chapitre 54 : Rancune (うらめしや, Urameshi ya) - Chapitre 55 : L'homme le plus gentil (優しい男, Yasashī Otoko) - Chapitre 56 : Coquille (殻, Kara) - Chapitre 57 : Le cœur abandonné (心を捨てて, Kokoro o Sutete) - Chapitre 58 : Ambiguïté (曖昧, Ai Mai) - Chapitre 59 : Saisis la lune (刃を手に, Yaiba o Te ni) |                  |                   |                  |                   |
| 8 | 8 avril 2021     | 978-4-25-321975-4 | 4 mars 2022      | 978-2-50-511269-3 |
| Liste des chapitres : - Chapitre 60 : Cœur pur (無垢, Muku) - Chapitre 61 : Je crois en toi ! (信じてみる！, Shinjite Miru!) - Chapitre 62 : Le non-soi (諸法無我, Shohōmuga) - Chapitre 63 : Le surnoi (超自我の間, Chōjiga no Ma) - Chapitre 64 : Maladresse (不器用, Bukiyō) - Chapitre 65 : Une main tendue et les chaînes du péché (伸ばした手と罪の鎖, Nobashita Te to Tsumi no Kusari) - Chapitre 66 : Je ne te le pardonerai pas ! (許しまへん！, Yurushimahen!) - Chapitre 67 : Holy Mother Bear (空飛ぶ巨大熊, Hōrī Mazā Bea) - Chapitre 68 : Ouverture (開いたよ, Aita yo) |                  |                   |                  |                   |
| 9 | 8 juin 2021      | 978-4-25-322043-9 | 20 mai 2022      | 978-2-50-511433-8 |
| Liste des chapitres : - Chapitre 69 : La lune chasse les nuages (雲を離れた月のように, Kumo o Hanareta Tsuki no Yō ni) - Chapitre 70 : La lune et le soleil (お月様とお天道様, Otsukisama to Ootentosama) - Chapitre 71 : Amaterasu (天照, Amaterasu) - Chapitre 72 : Mission accomplie (任務完了, Ninmu Kanryō) - Chapitre 73 : Le Nirvana (涅槃寂静, Nehan Jakujō) - Chapitre 74 : Portez-vous bien (どうか元気で, Dō ka Genki de) - Chapitre 75 : Space in the spaceship (スペース・イン・ザ・スペースシップ, Supēsu in za Supēsushippu) - Chapitre 76 : My little mother (マイ・リトル・マザー, Mai Ritoru Mazā) - Chapitre 77 : Made in heart (メイド・イン・ハート, Meido in Hāto)                                                                     |                  |                   |                  |                   |
| 10 | 8 septembre 2021 | 978-4-25-322044-6 | 8 juillet 2022   | 978-2-50-511434-5 |
| Liste des chapitres : - Chapitre 78 : Untouchable (アンタチャブル, Andatchaburu) - Chapitre 79 : Standing for myself (スタンディング・フォー・マイセルフ, Sutandingu fō Maiserufu) - Chapitre 80 : Standing for yourself (スタンディング・フォー・ユアセルフ, Sutandingu fō Yuaserufu) - Chapitre 81 : Hello stranger (ヘロー・ストレーンジャー, Herō Sutorēnjā) - Chapitre 82 : Ghost in the rain (ゴースト・イン・ザ・レイン, Gōsuto in za Rein) - Chapitre 83 : Heroes high (ヒーローズ・ハイ, Hirōzu Hai) - Chapitre 84 : Till love do us part (ティル・ラブ・ドゥ・アス・パート, Tiru Rabu Dū Asu Pāto) - Chapitre 85 : Engagement (エンゲージメント, Engējimento) - Chapitre 86 : Electric entry! (エレクトリック・エントリー！, Erekutorikku Entorī!) |                  |                   |                  |                   |

#### Volumes 11 à 20
| no | Japonais        | Japonais          | Français          | Français          |
| no | Date de sortie  | ISBN              | Date de sortie    | ISBN              |
| --- | --------------- | ----------------- | ----------------- | ----------------- |
| 11 | 8 novembre 2021 | 978-4-253-22045-3 | 9 septembre 2022  | 978-2-50-511435-2 |
| Liste des chapitres : - Chapitre 87 : Shining Six (シャイニング・シクス, Shainingu Shikusu) - Chapitre 88 : Before the storm (ビフォア・ザ・ストーム, Bifoa za Sutōmu) - Chapitre 89 : Cast a shadow (キャスト・ア・シャッドウ, Kyasuto a Shaddō) - Chapitre 90 : Under the sea (アンダー・ザ・シー, Andā za Shī) - Chapitre 91 : New challenger ! (ニュー・チャレンジャー！, Nyū Charenjā!) - Chapitre 92 : We are in rock ! (ウィー・アー・イン・ロック！, Uī ā in Rokku!) - Chapitre 93 : I am angry (アイ・アム・アングリー, Ai Amu Angurī) - Chapitre 94 : Gone with the wind (ゴーン・ウィズ・ザ・ウィンド, Gōn Uizu za Uindo) - Chapitre 95 : Uninvited (アンインヴァイテッド, Aninvaiteddo) |                 |                   |                   |                   |
| 12 | 7 janvier 2022  | 978-4-253-22089-7 | 18 novembre 2022  | 978-2-505-11436-9 |
| Liste des chapitres : - Chapitre 96 : Close combat! (クロース・コンバット！, Kurōsu Konbatto!) - Chapitre 97 : Invitation to unhappy (インヴィテーション・トゥ・アンハッピー, Invitēshon tū Anhappī) - Chapitre 98 : Never Land (ネヴァーランド, Nevārando) - Chapitre 99 : Ceux qui ne peuvent être sauvés (救われざる者, Sukuwarezaru Mono) - Chapitre 100 : Sans honte (恥ずかしがらずに, Hazukashi Garazu ni) - Chapitre 101 : Grande sœur (お姉ちゃん, Onēchan) - Chapitre 102 : Tu me manques (会いたい, Aitai) - Chapitre 103 : Parce que je suis Shy (シャイだから, Shai Dakara) - Chapitre 104 : Hasard et chaos (無作為、無秩序, Musakui, Muchitsujo) |                 |                   |                   |                   |
| 13 | 8 mars 2022     | 978-4-253-22095-8 | 27 janvier 2023   | 978-2-505-12093-3 |
| Liste des chapitres : - Chapitre 105 : Quand les adultes ignorent la guerre (戦争を知らない大人たち, Sensō o Shiranai Otona-tachi) - Chapitre 106 : Aux enfants le Livre blanc (こども白書をもう一度, Kodomo Kakusho o Mōichido) - Chapitre 107 : Jeune fille (少女よ, Shōjo yo) - Chapitre 108 : L'ombre de la jeunesse (アオハルの影, Aoharu no Kage) - Chapitre 109 : Bonjour, pêcheur (おはようございますの魚屋さん, Ohayōgozaimasu no Sakanaya-san) - Chapitre 110 : Des étoiles sur la mer (海上の星, Kaijō no Hoshi) - Chapitre 111 : Trop d'amour pour en finir (愛したくてやりきれない, Aishitakute Yarikirenai) - Chapitre 112 : Dis que tu m'aimes (愛してるって言ってみろ, Aishitakutte Itte Mito) - Chapitre 113 : Lovable name (ラヴアブル ネーム, Ravaburu Nēmu)                            |                 |                   |                   |                   |
| 14 | 8 juin 2022     | 978-4-253-22118-4 | 24 mars 2023      | 978-2-505-12094-0 |
| Liste des chapitres : - Chapitre 114 : Petit garçon et petite fille (少年少女時代, Shōnen Shōjo Jidai) - Chapitre 115 : Bonjour, petit bébé (こんにちは赤さん, Kon'nichiwa, Aka-san) - Chapitre 116 : Un cœur, s'il vous plaît (心をください, Kokoro o Kudasai) - Chapitre 117 : Je ne suis pas une héroïne (ヒーローなんかじゃない, Hīrō Nanka Janai) - Chapitre 118 : Mon pays (わたしの国は, Watashi no Kuni wa) - Chapitre 119 : Le salut des méchants (いわんや悪人をや, Iwan'ya Akunin o Ya) - Chapitre 120 : N'oublie pas (忘れないで, Wasurenaide) - Chapitre 121 : L'échappée des peluches (ぬいぐるみ逃避行, Nuigurumi Tōhikō) - Chapitre 122 : Le Pont des Souvenirs (想起の橋, Sōki no Hashi)                                                                                                  |                 |                   |                   |                   |
| 15 | 8 août 2022     | 978-4-253-22119-1 | 26 mai 2023       | 978-2-505-12095-7 |
| Liste des chapitres : - Chapitre 123 : Bienvenue à Neverland (ネヴァーランドへようこそ, Nevārando e Yōkoso) - Chapitre 124 : Le carnaval des flammes et de la crevette (炎とエビのカーニバル, Honō to Ebi no Kānibaru) - Chapitre 125 : Emission de globules polaires (極体放出, Kyokutai Hōshutsu) - Chapitre 126 : Le vrai moi? (ホントのあたし？, Honto no Atashi?) - Chapitre 127 : Under the black sea (アンダー・ザ・ブラック・シー, Andā za Burakku Shī) - Chapitre 128 : Douleurs fantômes (幻肢痛, Genshitsū) - Chapitre 129 : Mère (お母さま, Okāsama) - Chapitre 130 : La pécheresse (罪な少女, Tsumina Shōjo) - Chapitre 131 : Toc, toc! (ノックノック！, Nokku nokku!) |                 |                   |                   |                   |
| 16 | 6 octobre 2022  | 978-4-253-28064-8 | 13 juillet 2023   | 978-2-505-12096-4 |
| Liste des chapitres : - Chapitre 132 : Existence et mensonge (存と嘘, Son to Uso) - Chapitre 133 : Qu'es-tu pour elle? (あの子の何なのさ, Ano Ko no Nan'nano sa) - Chapitre 134 : L'étoile noire (黒の星, Kuro no Hoshi) - Chapitre 135 : Lady Black (レディ・ブラック, Redi Burakku) - Chapitre 136 : Franchir Scar Peak (スカーピーク, Sukāpīku o Koete) - Chapitre 137 : Au-delà d'une fin tragique (バッドエンドの先, Baddoendo no Saki) - Chapitre 138 : Un prompt rétablissement (お大事に, Odaijini) - Chapitre 139 : Comment tuer un gentil triton (やさしい人魚の殺し方, Yasashī Ningyo no Koroshi Kata) - Chapitre 140 : Rain or Shine (レイン・オア・シャイン, Rein oa Shain) |                 |                   |                   |                   |
| 17 | 6 janvier 2023  | 978-4-253-28065-5 | 29 septembre 2023 | 978-2-505-12097-1 |
| Liste des chapitres : - Chapitre 141 : HEROES (Heroes) - Chapitre 142 : La princesse amoureuse (恋するお姫様, Koisuru Ohime-sama) - Chapitre 143 : Quand vient la nuit (夜、来る, Yoru, Kuru) - Chapitre 144 : La forêt de la peur (恐怖の森, Kyōfu no Mori) - Chapitre 145 : Même pas peur (怖くなんてないさ, Kowaku Nante Nai sa) - Chapitre 146 : Le 32 août (8月32日, Hachi-gatsu Sanjūni-nichi) - Chapitre 147 : Kaidan Mimi-bukuro (怪談みみ袋, Kaidan mimi Bukuro) - Chapitre 148 : Le devoir oublié (忘れてた宿題, Wasureteta Shukudai) - Chapitre 149 : Combat intérieur (自分戦争, Jibun Sensō) |                 |                   |                   |                   |
| 18 | 8 mars 2023     | 978-4-253-28066-2 | 24 novembre 2023  | 978-2-505-12098-8 |
| Liste des chapitres : - Chapitre 150 : Blessure originelle (前のカラーもお見逃しなく, Mae no Karā mo Ominogashinaku) - Chapitre 151 : SHY - Première partie (SHY: 前篇, SHY: Zenpen) - Chapitre 152 : SHY - Deuxième partie (SHY: 後編, SHY: Kōhen) - Chapitre 153 : C'est parce que je suis en vie que je peux ressentir de la honte (生きてるからこそ恥ずかしい, Ikiteru karakoso Hazukashī) - Chapitre 154 : Thanatophobie (絶命恐怖症, Tanatofobia) - Chapitre 155 : Lueur du cœur (心灯, Kokorobi) - Chapitre 156 : What a wonderful day (What a Wonderful Day) - Chapitre 157 : L'animatronique perçoit-elle le rêve de la pleurnicheuse? (アニマトロニクスは泣き虫の夢を見るか？, Animatoronikusu wa Nakimushi no Yume o Miru ka?) - Chapitre 158 : Blessures et sommeil (傷と眠り, Kizu to Nemuri) |                 |                   |                   |                   |
| 19 | 8 mai 2023      | 978-4-253-28067-9 | 23 février 2024   | 978-2-505-12506-8 |
| Liste des chapitres : - Chapitre 159 : 怒りのうんこ王国 (Ikari no Unko Ōkoku) - Chapitre 160 : 夢のぬいぐるみ王国 (Yume no Nuigurumi Ōkoku) - Chapitre 161 : 始まってすらいない (Hajimatte Sura Inai) - Chapitre 162 : 眠りの中で (Nemuri no Naka de) - Chapitre 163 : ともだち (Tomodachi) - Chapitre 164 : 心のスマホ (Kokoro no Sumaho) - Chapitre 165 : シット・ザ・ワールド (Shitto za Wārudo) - Chapitre 166 : ミンミン (Minmin) - Chapitre 167 : おこりんぼ (Okorinbo) |                 |                   |                   |                   |
| 20 | 8 août 2023     | 978-4-253-28068-6 | 31 mai 2024       | 978-2-505-12508-2 |
| Liste des chapitres : - Chapitre 168 : 龍と竜 (Ryū to Ryū) - Chapitre 169 : 夢憂病 (Muyū-byō) - Chapitre 170 : 夜、光る。 龍、眠る (Yoru, Hikaru. Rei, Nemuru) - Chapitre 171 : 男の子だもの (Otokonoko Damono) - Chapitre 172 : 目覚めの前の刹那 (Mezame no Mae no Setsuna) - Chapitre 173 : バクモノ (Bakemono) - Chapitre 174 : ドキ (Doki) - Chapitre 175 : 醜い竜の子 (Minikui Ryū no Ko) - Chapitre 176 : カワイイ奴なのさ (Kawaī Yatsuna no Sa) |                 |                   |                   |                   |

#### Volumes 21 à 30
| no | Japonais         | Japonais          | Français         | Français          |
| no | Date de sortie   | ISBN              | Date de sortie   | ISBN              |
| --- | ---------------- | ----------------- | ---------------- | ----------------- |
| 21 | 6 octobre 2023   | 978-4-253-28069-3 | 30 août 2024     | 978-2-50-512509-9 |
| Liste des chapitres : - Chapitre 177 : 補習 (Hoshū) - Chapitre 178 : インフェクション (Infekushon) - Chapitre 179 : ととのう (Totonō) - Chapitre 180 : RE:Turn To School - Chapitre 181 : 友達の家のピンポンを押すのはドキドキする (Tomodachi no Ie no Pinpon o Osu no wa Dokidoki Suru) - Chapitre 182 : 書道マン現る (Shodō Man Genru) - Chapitre 183 : 恋別離苦 (Koi Betsuriku) - Chapitre 184 : 応援火 (Ōenhi) - Chapitre 185 : 目覚める傷跡 (Mezameru Kizuato)                                                                                                   |                  |                   |                  |                   |
| 22 | 7 décembre 2023  | 978-4-253-28070-9 | 6 décembre 2024  | 978-2-505-12511-2 |
| Liste des chapitres : - Chapitre 186 : お母さん... (Okāsan...) - Chapitre 187 : 恐怖! 中間試験 (Kyōfu! Chūkan Shiken) - Chapitre 188 : 腐臭 (Fushū) - Chapitre 189 : 一等賞と劣等賞 (Ichitōshō to Rettōshō) - Chapitre 190 : やる気のあるものは去れ (Yaruki no Aru Mono wa Sare) - Chapitre 191 : 恋腐戦争 (Koikusa Sensō) - Chapitre 192 : ダンス・ウィズ・ ザ・ゴースト (Dansu Uizu za Gōsuto) - Chapitre 193 : 選ばれた人と選ぶ人 (Erabareta Hito to Erabu Hito) - Chapitre 194 : 雑魚と英雄 (Mosu to Hīrō)                                                        |                  |                   |                  |                   |
| 23 | 7 février 2024   | 978-4-253-28071-6 | 10 janvier 2025  | 978-2-505-13099-4 |
| Liste des chapitres : - Chapitre 195 : 選ぶべき道 (Erabubeki Michi) - Chapitre 196 : 学校に泊まろう (Gakkō ni Tomarou) - Chapitre 197 : 特報!! シャイの正体! (Tokuhō!! Shai no Shōtai!) - Chapitre 198 : 逆ひーろーいんたびゅー (Gyaku Hīrō Intabyū) - Chapitre 199 : 文芸部はあらゆる青春の楽団である (Bungei-bu wa Arayuru Seishun no Gakudan de Aru) - Chapitre 200 : はじまりはじまり (Hajimari Hajimari) - Chapitre 201 : シャイとして (Shai Toshite) - Chapitre 202 : 魔法になるために (Mahō ni Naru Tame nic) - Chapitre 203 : (いってらっしゃい, Itterasshai) |                  |                   |                  |                   |
| 24 | 8 mai 2024       | 978-4-253-28072-3 | 1er avril 2025   | 978-2-505-13344-5 |
| Liste des chapitres : - Chapitre 204 : 起立、礼、叫べ! (Kiritsu, Rei, Sakebe!) - Chapitre 205 : 話:旅立ちの日に (Tabidachi no Hi ni) - Chapitre 206 : 英雄のバラードー (Hīrō no Barādō) - Chapitre 207 : ようこそすずしろ村へ (Yōkoso Suzushiro-mura e) - Chapitre 208 : ろっこいしょ (Rokkoisho) - Chapitre 209 : 老人と犬 (Rōjin to Inu) - Chapitre 210 : 勿忘草 (Wasurenagusa) - Chapitre 211 : ピンチをチャンスに (Pinchi o Chansu ni) - Chapitre 212 : 怠惰の階段 (Taida no Kaidan)                                                                              |                  |                   |                  |                   |
| 25 | 8 juillet 2024   | 978-4-253-28073-0 | 11 juillet 2025  | 978-2-505-13345-2 |
| Liste des chapitres : - Chapitre 213 : 狩人の目 (Karyūdo no Me) - Chapitre 214 : 人生テキトー (Jinsei Tekitō) - Chapitre 215 : 身体の記憶 (Karada no Kioku) - Chapitre 216 : ろしあんるーれっと (Roshian Rūretto) - Chapitre 217 : お侍さん (Osamurai-san) - Chapitre 218 : もしも英雄がいなければ (Moshimo Hīrō ga Inakereba) - Chapitre 219 : 死にそうなので (Shi ni Sō Nano de) - Chapitre 220 : 嫌悪します (Ken'oshimasu) - Chapitre 221 : 恥知らず (Hajishirazu)                                                                                                 |                  |                   |                  |                   |
| 26 | 6 septembre 2024 | 978-4-253-28074-7 | 21 novembre 2025 | 978-2-505-13346-9 |
| Liste des chapitres : - Chapitre 222 : もしも昨日が選べても (Moshimo Kinō ga Erabete mo) - Chapitre 223 : 忘れない (Wasurenai) - Chapitre 224 : 棺桶 (Kan'oke) - Chapitre 225 : 天国 (Tengoku) - Chapitre 226 : 犯人 (Han'nin) - Chapitre 227 : 兵器 (Heiki) - Chapitre 228 : 閃光 (Senkō) - Chapitre 229 : 撃墜 (Gekitsui) - Chapitre 230 : 英雄 (Hīrō) |                  |                   |                  |                   |
| 27 | 6 décembre 2024  | 978-4-253-28075-4 | 1er février 2026 | 978-2-505-14299-7 |
| Liste des chapitres : - Chapitre 231 : 妬ましき英雄たち (Netamashiki Hīrō-tachi) - Chapitre 232 : あなたの力じゃない (Anata no Chikara Janai) - Chapitre 233 : ざまあみろ (Zamāmiro) - Chapitre 234 : 激突 (Gekitotsu) - Chapitre 235 : スーパーヒーローにぼくらが救えるか? (Sūpāhīrō ni Bokura ga Sukueru ka?) - Chapitre 236 : ソンビーヌ (Sonbīnu) - Chapitre 237 : 浸りすぎないで (Hitari Suginaide) - Chapitre 238 : もたらされた混乱 (Motara Sareta Konran) - Chapitre 239 : 僕はあなたを傷つけたい (Boku wa Anata o Kizutsuketai)                              |                  |                   |                  |                   |
| 28 | 7 février 2025   | 978-4-253-28076-1 |                  |                   |
| Liste des chapitres : - Chapitre 240 : 僕はあなたを傷つけたい (Boku wa Anata o Kizutsuketai) - Chapitre 241 : 影、沈む (Kage, Shizumu) - Chapitre 242 : 影、忍ぶ (Kage, Shinobu) - Chapitre 243 : 大人にならないで (Otona ni Naranaide) - Chapitre 244 : 巻き髪のあなた (Maki Kami no Anata) - Chapitre 245 : 男の人 (Otoko no Hito) - Chapitre 246 : アテンション・プリーズ (Atenshon Purīzu) - Chapitre 247 : フォール・ ダウン (Fōru Daun) - Chapitre 248 : ライフ・オス・ゲーム (Raifu Osu Gēmu)                                                                  |                  |                   |                  |                   |
| 29 | 8 mai 2025       | 978-4-253-28077-8 |                  |                   |
| Liste des chapitres : - Chapitre 249 : ビハインド・ザ・トラウマ (Bihaindo Za Torauma) - Chapitre 250 : お姉ちゃん (Onēchan) - Chapitre 251 : Uta (歌) - Chapitre 252 : 恋恋恋 (Koi Koi Koi) - Chapitre 253 : 来ない (Konai) - Chapitre 254 : 心の教室リターンズ (Kokoro no Kyōshitsu Ritānzu) - Chapitre 255 : ゲームの終わり (Gēmu no Owari) - Chapitre 256 : もうすぐクリスマス (Mōsugu Kurisumasu) - Chapitre 257 : 月で眠る (Tsuki de Nemuru) |                  |                   |                  |                   |
| 30 | 7 août 2025      | 978-4-253-28078-5 |                  |                   |
| Liste des chapitres : - Chapitre 258 : 大気圏へ (Taikiken e) - Chapitre 259 : 怪獣ごっこを始めよう (Kaijū Gokko o Hajimeyou) - Chapitre 260 : 誰がお酒を飲んだのか? (Dare ga Osake o Nonda no ka?) - Chapitre 261 : ホーム・インベージョン (Hōmu Inbējon) - Chapitre 262 : 地球の果て (Chikyū no Hate) - Chapitre 263 : 嵐の偽月夜 (Arashi no Nise Tsukiyo) - Chapitre 264 : こういう時は笑うんだ (Kōiu Toki wa Waraunda) - Chapitre 265 : テルちゃんはひとりだけ (Teru-chan wa Hitori dake) - Chapitre 266 : テルちゃんがいっぱい! (Teru-chan ga Ippai!)             |                  |                   |                  |                   |

#### Volumes 31 à aujourd'hui
| no | Japonais       | Japonais          | Français       | Français |
| no | Date de sortie | ISBN              | Date de sortie | ISBN     |
| --- | -------------- | ----------------- | -------------- | -------- |
| 31 | 8 octobre 2025 | 978-4-253-00445-9 |                |          |
| ー |                |                   |                |          |
| Liste des chapitres : - Chapitre 267 : 宇宙船救難心号 (Uchūsen Kyūnan Kokoro-gō) - Chapitre 268 : 心のお風呂! (Kokoro no Ofuro!) - Chapitre 269 : 忘れられたクリスマス (Wasurerareta Kurisumasu) - Chapitre 270 : 月影光輪 (Getsuei Kōrin) - Chapitre 271 : まっしろな絵本 (Masshirona Ehon) - Chapitre 272 : 魔王ごっこ (Maō Gokko) - Chapitre 273 : なんてことはない (Nante Koto wa Nai) - Chapitre 274 : 自由とは (Jiyū to wa) - Chapitre 275 : どうでもいいなあ (Dōdemo Ī Nā) - Chapitre 276 : 広がる火種 (Hirogaru Hidane) - Chapitre 277 : 緊急配信 (Kinkyū Haishin) - Chapitre 278 : ワタシ流星群 (Watashi Ryūseigun) - Chapitre 279 : ヒカリトカゲ (Getsuei Kōrin) - Chapitre 280 : クソデカくまちゃん (Kusodeka Kuma-chan) |                |                   |                |          |

## Anime
L'adaptation en anime est annoncée le 6 octobre 2022. Elle est réalisée au sein du studio 8-Bit par Masaomi Andō,. Andō est assisté de Kōsaku Taniguchi tandis que Yasuhiro Nakanishi adapte le scénario, Yūichi Tanaka with s'occupe du design des personnages assisté de  Risa Takai et Akihiro Sueda. Hinako Tsubakiyama compose la musique. La série est diffusée du 3 octobre 2023 au 19 décembre 2023 sur TV Tokyo et d'autre chaines,. Pour les francophones, la série est sortie en simulcast sur la plateforme Crunchyroll.
MindaRyn (th) interprète le générique du début intitulé Shiny Girl tandis que Shino Shimoji (ja) et Nao Tōyama interprètent le générique de fin intitulé Shiritai Kimochi (シリタイキモチ). Le générique de fin de l'épisode 4 est nommé Kimi Dake ga Hīrō (君だけがヒーロー) et est interprété de nouveau par Nao Toyama alors que Shino Shimoji va interpréter le générique de fin de l'épisode 5 nommé Watashi no Aoi Sora 〜As I am〜 (私の青い空〜As I am〜).
Lors de la diffusion du dernier épisode le 19 décembre 2023, une saison 2 est annoncée. Elle est diffusée à du 2 juillet, au  24 septembre 2024.
PassCode (ja) interprète le générique du début de la saison 2 intitulé Willshine tandis que Shino Shimoji et Nao Tōyama interprètent le générique de fin intitulé Soba ni Iru yo (そばにいるよ).

### Liste des épisodes

#### Saison 1
| No | Titre français                                  | Titre japonais       | Titre japonais              | Date de 1re diffusion |
| No | Titre français                                  | Kanji                | Rōmaji                      | Date de 1re diffusion |
| -- | ----------------------------------------------- | -------------------- | --------------------------- | --------------------- |
| 1  | Je suis Shy                                     | シャイなので         | Shai nano de                | 3 octobre 2023        |
| 2  | De tout mon cœur                                | ありったけの心で     | Arittake no kokoro de       | 10 octobre 2023       |
| 3  | Réunion autour de la table                      | 食卓会談             | Shokutaku kaidan            | 17 octobre 2023       |
| 4  | Un homme sans-cœur                              | 心ない人             | Kokoronai hito              | 24 octobre 2023       |
| 5  | Allumer la flamme                               | 灯をともせ           | Hi o tomose                 | 31 octobre 2023       |
| 6  | Gelée blanche                                   | 氷白                 | Hyōhaku                     | 7 novembre 2023       |
| 7  | Unchain                                         | アンチェイン         | Anchein                     | 14 novembre 2023      |
| 8  | Surprise                                        | さぷらいず           | Sapuraizu                   | 21 novembre 2023      |
| 9  | Bataille chaotique et tes doigts tremblants     | 混戦、震える指先     | Konsen, furueru yubisaki    | 28 novembre 2023      |
| 10 | La glace solitaire et la minuscule flamme       | 淋しい氷と小さな火   | Samishī kōri to chīsana hi  | 5 décembre 2023       |
| 11 | Ce que l'on transmet et ce qu'il reste          | 伝わること、遺るもの | Tsutawaru koto, nokoru mono | 12 décembre 2023      |
| 12 | Si tu as une vilaine toux, je serai là pour toi | せきをすれば、ふたり | Seki o sureba, futar        | 19 décembre 2023      |

#### Saison 2
| No      | Titre français             | Titre japonais             | Titre japonais        | Date de 1re diffusion |
| No      | Titre français             | Kanji                      | Rōmaji                | Date de 1re diffusion |
| ------- | -------------------------- | -------------------------- | --------------------- | --------------------- |
| 1 (13)  | En avant, les héros        | ヒーローズ・ハイ           | Hīrōzu hai            | 2 juillet 2024        |
| 2 (14)  | Vent d'ouest               | 西よりの風                 | Nishiyori no kaze     | 9 juillet 2024        |
| 3 (15)  | La lame du cœur            | 心の刃                     | Kokoro no yaiba       | 15 juillet 2024       |
| 4 (16)  | Cloud in the dark          | クラウド・イン・ザ・ダーク | Kuraudo・in・za・Dāku | 22 juillet 2024       |
| 5 (17)  | Infiltration               | 突入                       | Totsunyū              | 29 juillet 2024       |
| 6 (18)  | Tout est éphémère          | 諸行無常                   | Shogyōmujō            | 13 août 2024          |
| 7 (19)  | Par amour                  | 愛ゆえに                   | Ai Yueni              | 20 août 2024          |
| 8 (20)  | L'homme le plus gentil     | 優しい男                   | Yasashī otoko         | 27 août 2024          |
| 9 (21)  | Ambiguïté                  | 曖昧                       | Aimai                 | 3 septembre 2024      |
| 10 (22) | Une main tendue            | 伸ばした手                 | Nobashita te          | 10 septembre 2024     |
| 11 (23) | La lune et le...           | お月様と……                 | Otsukisama to……       | 17 septembre 2024     |
| 12 (24) | D'ici là, portez-vous bien | どうか元気で               | Dō ka genki de        | 24 septembre 2024     |

## Réception
Écrivant pour OTAQUEST, Jacob PArker-Dalton a comparé Shy à un manga similaire, My Hero Academia de Kōhei Horikoshi, qui paraît dans le Weekly Shōnen Jump de Shūeisha. Tout en notant que les deux mangas présentent des similitudes, comme le fait que les deux protagonistes sont de jeunes super-héros débutants et que la planète est habitée par des individus dotés de super-pouvoirs, il a approfondi les différences entre les deux séries. Il a relevé que Shy n'a pas autant de héros que dans My Hero Academia, et a également noté sur la façon dont l'antagoniste principal est plus sombre et mystérieux. Il note également que "la majeure partie du premier volume et de l'arc principal de la série traite de ce drame humain très réel, dont le genre ne serait probablement jamais publié dans le Weekly Shōnen Jump".
Steven Blackburn de Screen Rant a fait l'éloge de Shy, le qualifiant de  manga "sous-estimé", et a également salué la manière dont l'histoire "explore de manière experte les insécurités du héros et du civil d'une manière originale que d'autres éditeurs, dont DC et Marvel, n'ont pas encore réussi à accomplir".
En 2020, le manga a été nommé pour les 6e Next Manga Award dans la catégorie "manga imprimé".

### Annotations
1. 1 2  Les titres français de l'adaptation en anime proviennent de Crunchyroll.